# خرسانة خفيفة الوزن

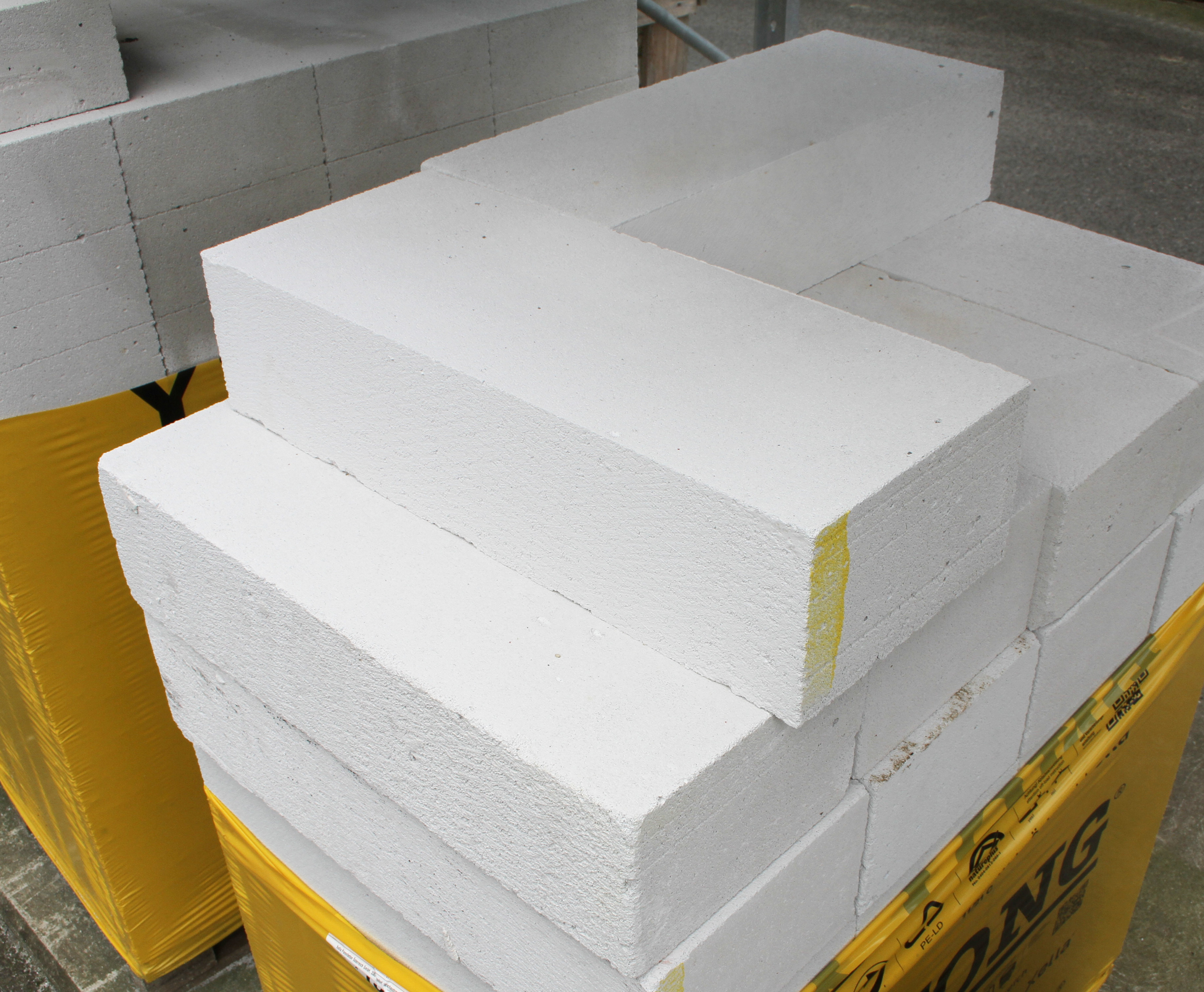
لوحة مكدسة بالكتل الخرسانة.

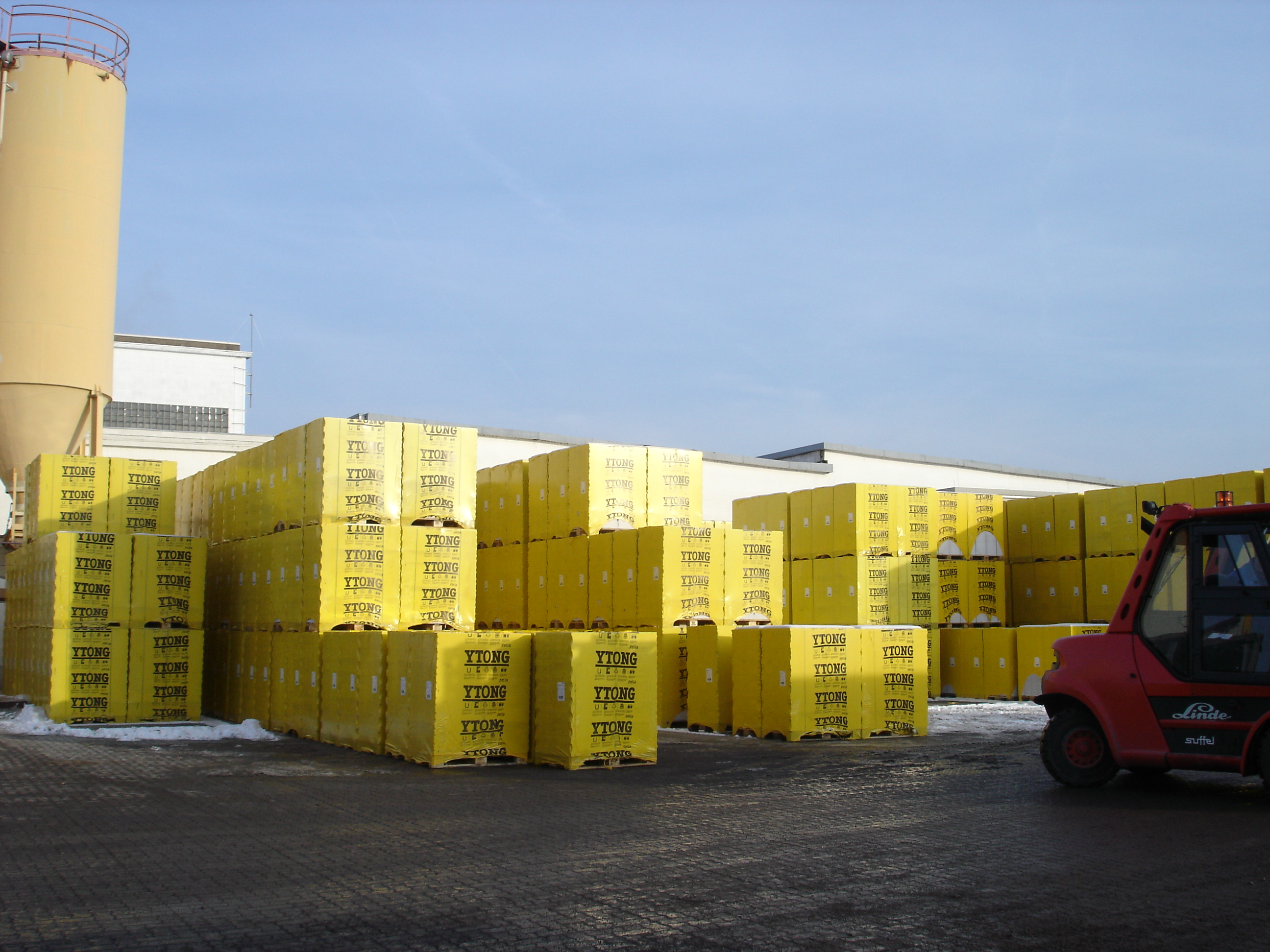
كتل مرصوفة

لقد استخدمت الخرسانة الخفيفة التي تزن 15 إلى 51 كجم لكم قدم مكعب في أمريكا منذ أكثر من 50 عاماً. وأن قدرتها على تحمل الضغط فيها ليست قوية كما في الخرسانة العادية ولكنها تؤدي الوظيفة المطلوبة. ومن مزاياها أنها لا تحتاج إلى الكثير من الحديد لتقوية البناء، وتتطلب أساسات أصغر، وحمايتها أفضل ضد الحريق، وهي الميزة الأكثر أهمية، وهو الحقيقة مما جعلها بمثابة مادة عازلة، ويمكن أن تكلف أكثر من الخرسانة المخلوطة بالرمل والحصى، ولكن تكاليف البناء الكلية تكون أقل إذا أخذنا بالاعتبار تقليل وزن البناء (أي تقليل حجم الأساسات وسمك الأعمدة) إضافة إلى تقليل العمالة والعزل الحراري الجيد للأبنية.
تتكون الخرسانة الخفيفة من الإسمنت والرمل و الهواء الذي يكون على شكل حبيبات أو فقاعات هوائية تنتج من مواد كيميائية أو عضوية (مثل فقاعات الصابون). وتختلف قوة الخرسانة باختلاف نسبة الاسمنت والهواء (الرغوة) والرمل وكذلك الماء فيها. وتتراوح كثافة الخرسانة من 600 كغم/م3 إلى 1900 ك/م3 . في حين ان كثافة الخرسانة العادية بحدود 2450 ك/م3 . ويمكن تعويض قوة التحمل في الأساسات والاعمدة بزيادة حديد التسليح بعد تنقيص قلة الوزن المتاتية من الخرسانة الخفيفة، بحساب واشراف مهندس مختص. فقد يكون الحديد المضاف للتقوية اقل من الحديد المطروح من تقليل وزن البناء.
يتم الآن بناء عمارات يزيد ارتفاعها عن 35 طابق بالخرسانة الخفيفة، ويشار أحيانًا إلى طابوق البناء المكون من الخرسانة خفيفة الوزن بالسايبروكس نسبة إلى علامة تجارية سويدية “Siporex”.
يمكن استخدام الخرسانة الخفيفة في جميع الإنشاءات تقريبًا، مثل المباني الصناعية والمنازل والمباني السكنية. يتم استخدامها على سبيل المثال، للجدران الخارجية والداخلية، وجدران الحماية، وجدران الغرف الرطبة، وألواح العزل الحراري، والأرضيات، والسلالم، والمعابر المفتوحة، والكمرات والأعمد، ويتطلب البناء الخارجي نوعًا من التشطيب.
بالإضافة إلى تركيبها السريع والسهل، يمكن صقلها، أو قطعها حسب الحجم في الموقع باستخدام منشار يدوي أو بالأدوات الكهربائية مع قواطع.

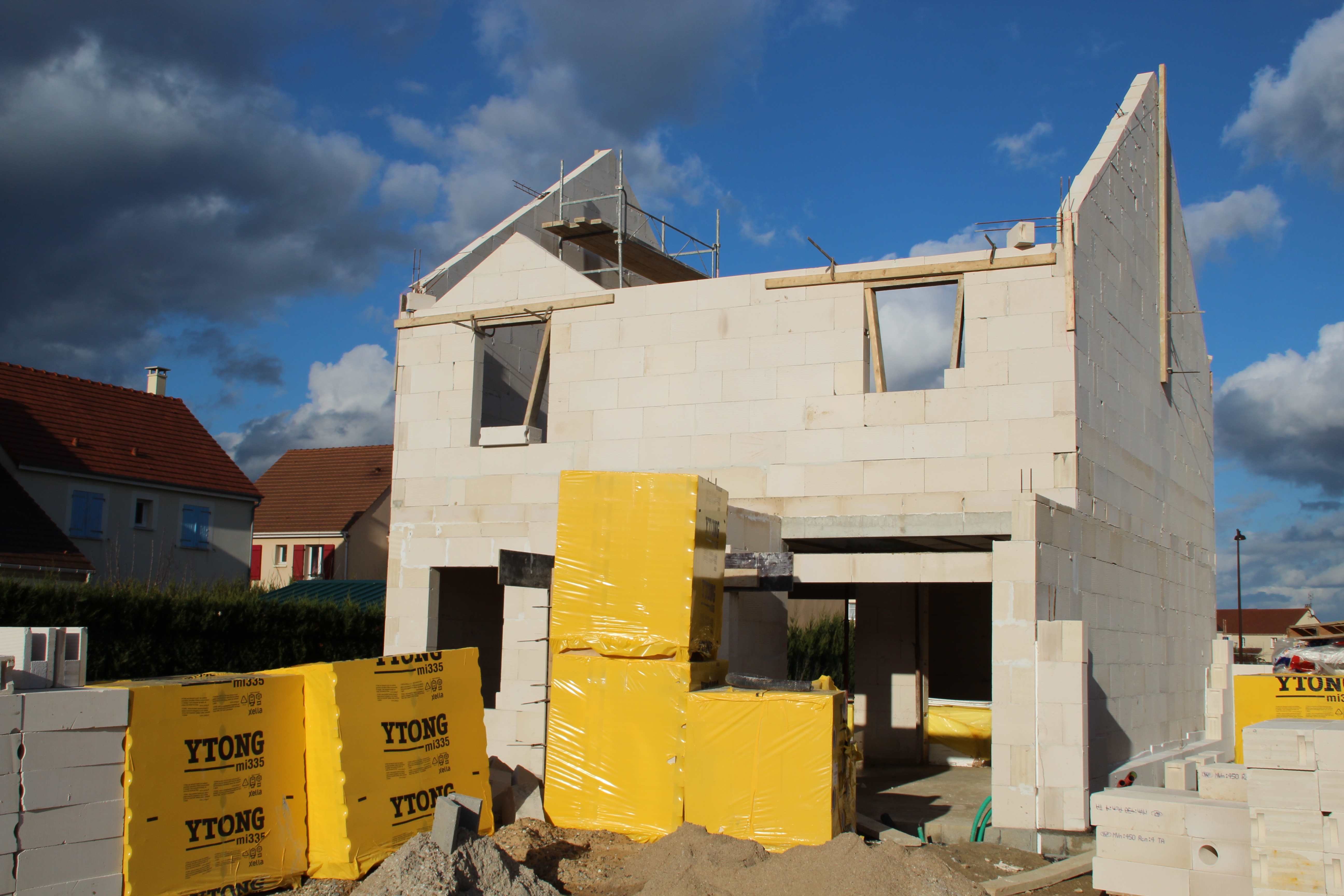
موقع بناء منزل باستخدام الكتل الخرسانية بفرنسا.